# Choi Kang-hee
Choi Kang-hee (ur. 12 kwietnia 1959 w Seulu) – były południowokoreański piłkarz występujący na pozycji obrońcy.

## Kariera klubowa
Choi zawodową karierę rozpoczynał w 1983 roku w klubie POSCO Dolphins. Spędził tam jeden sezon, w ciągu którego w barwach POSCO zagrał trzy razy. W 1984 roku odszedł do zespołu Hyundai Horang-i. W 1986 roku został wybrany MVP rozgrywek K-League. W 1988 roku oraz w 1991 roku wywalczył z nim wicemistrzostwo Korei Południowej. W 1992 roku zakończył karierę z liczbą 184 spotkań i 10 bramek dla Hyundaia. Po zakończeniu kariery Choi został trenerem. W 2005 roku został szkoleniowcem drużyny Jeonbuk Hyundai Motors. W tym samym roku zdobyła ona Puchar Korei Południowej. W 2006 roku wygrała Azjatycką Ligę Mistrzów, a w 2009 roku mistrzostwo Korei Południowej.

## Kariera reprezentacyjna
W reprezentacji Korei Południowej Choi zadebiutował w 1988 roku. W tym samym roku zajął z kadrą 2. miejsce w Pucharze Azji. Uczestniczył także w Letnich Igrzyskach Olimpijskich. W 1990 roku został powołany do drużyny narodowej na Mistrzostwa Świata. Wystąpił na nich w pojedynkach z Belgią (0:2), Hiszpanią (1:3) oraz Urugwajem (0:1). Z tamtego mundialu Korea Południowa odpadła po fazie grupowej. W latach 1988–1992 w drużynie narodowej Choi rozegrał w sumie 30 spotkań.